# Enrico VIII nella cultura di massa

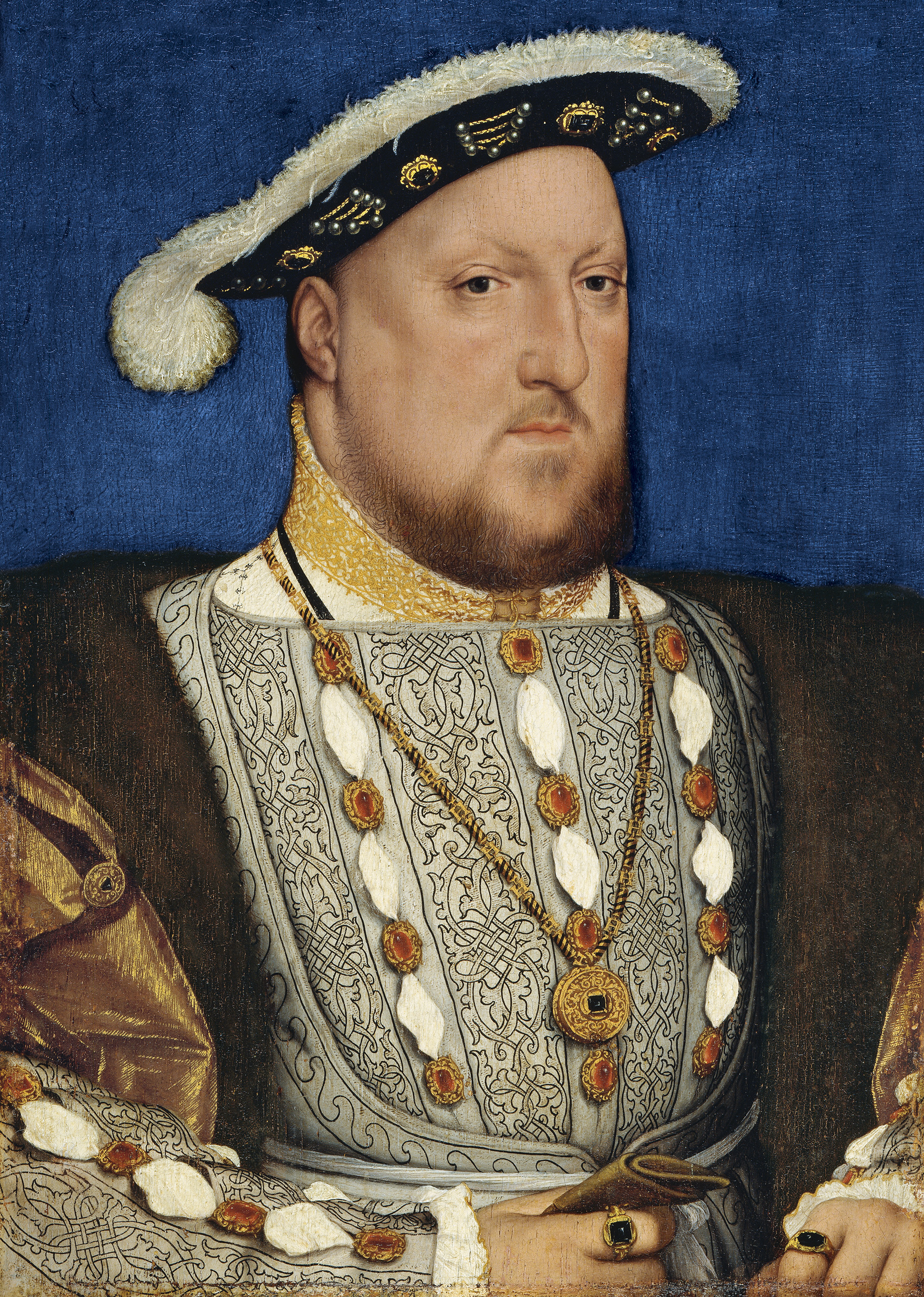
Enrico VIII, di Hans Holbein il Giovane

Enrico VIII d'Inghilterra, re d'Inghilterra dal 1509 al 1547, è stato uno dei protagonisti del Cinquecento ed in quanto tale ha ispirato registi, scrittori, drammaturghi e cantanti diventando così un personaggio universale.

## Storia
Anche, e soprattutto dopo la sua scomparsa, il sovrano è stato citato e raffigurato, spesso al di fuori del contesto politico-storico. Molti sono i temi scandagliati di volta in volta dai vari autori. In particolare:
1. il comportamento aggressivo e paranoico[1];
2. la stravaganza nei rapporti con le donne, le sei mogli che ebbe e l'ossessione del figlio maschio[2];
3. la crudeltà e, in generale, la severità di molte delle sue azioni politiche[3], tra cui la condanna a morte di Tommaso Moro;
4. la separazione dalla Chiesa cattolica[4];
5. l'obesità e la passione per alcune pietanze molto saporite e grasse[5];
6. il tentativo, spesso velleitario, di creare composizioni artistiche[6].

È però da precisare che molte delle "leggende nere" che circolano su di lui sono false: egli fu un uomo di grande cultura e di stampo prettamente rinascimentale. Enrico è stato un uomo prestante ed energico, più noto per le sue vicende matrimoniali e dinastiche che non per i suoi atti politici, spesso conseguenza della sua vita privata. Fu anche compositore e fra i brani scritti da lui vi è sicuramente Pastime with Good Company or The Kynges Ballade, scritto attorno al 1510 ed eseguito tuttora da ensemble di musica rinascimentale. Di incerta attribuzione è invece il celeberrimo brano "Greensleaves", che la tradizione vuole composto dal Re per corteggiare Anna Bolena.
In tempi moderni, Enrico VIII è diventato uno dei re storici più popolari della monarchia inglese, ed è diventato il soggetto di molte opere teatrali, cinematografiche e televisive. William Shakespeare scrive Enrico VIII, ma l'opera non è una di quelle più popolari del grande drammaturgo. Per uno strano destino, era l'Enrico VIII l'opera che si stava rappresentando il 29 giugno 1613 quando si incendiò il Globe Theatre.
Sono stati girati molti film su Enrico VIII e sulla sua corte. Tra questi Le sei mogli di Enrico VIII (The Private Life of Henry VIII) di Alexander Korda del (1933), con Charles Laughton, le cui prestazioni gli hanno guadagnato un Premio Oscar come miglior attore  e Le sei mogli di Enrico VIII, una miniserie televisiva prodotta dalla BBC con Keith Michell. Richard Burton ha avuto una nomination per un premio Oscar per la sua interpretazione di Enrico nel film Anne of the Thousand Days Anna dei mille giorni premio Oscar nel 1969. Attualmente l'Enrico VIII interpretato da Robert Shaw che appare come uno dei personaggi principali in un film multi-premiato sulla vita di Tommaso Moro, Un uomo per tutte le stagioni (A Man for All Seasons) del (1966), è il primo ed unico Enrico VIII ad aver vinto un premio Oscar per tale ruolo. Il film è basato su un'opera di Robert Bolt dello stesso titolo. Nel 1988 ne è stato girato un remake diretto da Charlton Heston.
In un episodio della sitcom americana degli anni sessanta Vita da strega (Bewitched) Samantha Stevens cercava di evitare le attenzioni di Enrico desideroso di renderla la sua settima moglie. Sid James ha interpretato Enrico nel film Carry On Henry (1970), che ha ritratto il rapporto fra il re e due mogli fittizie ("Marie di Normandia" e "Bettina", una cortigiana). Nel 1973, Rick Wakeman ha pubblicato un famoso concept album di musica progressive rock dal titolo The Six Wives of Henry VIII, interamente strumentale.
La vita di Enrico è stato l'argomento di un famoso ma inesatto episodio dei Simpsons 2004, in cui Homer Simpson interpreta il ruolo del re. Nel 2007 ha avuto inizio una serie televisiva del network statunitense Showtime intitolata The Tudors, che narra la vita di un giovane Enrico VIII (Jonathan Rhys Meyers) e degli avvenimenti alla sua corte; la serie si è conclusa nel 2010, dopo 4 stagioni. Nel 2008 esce il film L'altra donna del re che ci illustra la vita di Enrico VIII (Eric Bana) durante la permanenza a corte delle due sorelle Bolena (Scarlett Johansson nel ruolo di Maria Bolena e Natalie Portman in quello di Anna Bolena). Il film, però, presenta alcune inesattezze storiche.

## Enrico VIII al cinema
| Anno      | Film | Attore                                                                    | Note                         |
| --------- | --- | ------------------------------------------------------------------------- | ---------------------------- |
| 1911      | Henry VIII                                                                                              | Arthur Bourchier                                                          |                              |
| 1912      | Cardinal Wolsey                                                                                         | Tefft Johnson                                                             |                              |
| 1913      | A Tudor Princess                                                                                        | Robert Brower                                                             | Cortometraggio               |
| 1914      | Anne de Boleyn                                                                                          | Max Maxudian                                                              | Cortometraggio               |
| 1920      | Sua Maestà il re degli straccioni (Prinz und Bettelknabe)                                               | Albert Schreiber                                                          |                              |
| 1920      | Anna Bolena (Anna Boleyn)                                                                               | Emil Jannings                                                             |                              |
| 1922      | Armi ed amori (When Knighthood Was in Flower)                                                           | Lyn Harding                                                               |                              |
| 1922      | The Threefold Tragedy                                                                                   | Lauderdale Maitland                                                       | Cortometraggio               |
| 1922      | The Unwanted Bride                                                                                      | Lauderdale Maitland                                                       | Cortometraggio               |
| 1922      | The Queen's Secret                                                                                      | Lauderdale Maitland                                                       | Cortometraggio               |
| 1926      | Hampton Court Palace                                                                                    | Shep Camp                                                                 | Cortometraggio               |
| 1933      | Don't Play Bridge with Your Wife                                                                        | Richard Cramer                                                            | Cortometraggio               |
| 1933      | Le sei mogli di Enrico VIII (The Private Life of Henry VIII)                                            | Charles Laughton                                                          | Oscar al miglior attore 1934 |
| 1934      | Henry the Ache                                                                                          | Bert Lahr                                                                 | Cortometraggio               |
| 1936      | Destino di sangue (Tudor Rose)                                                                          | Frank Cellier                                                             |                              |
| 1937      | Francesco I (François Premier)                                                                          | Alexandre Rignault                                                        |                              |
| 1937      | Il principe e il povero (The Prince and the Pauper)                                                     | Montagu Love                                                              |                              |
| 1937      | Le perle della corona (Les perles de la couronne)                                                       | Lyn Harding                                                               |                              |
| 1947      | The Rose Without a Thorn                                                                                | Arthur Young                                                              | Film TV                      |
| 1951      | The Trial of Andy Fothergill                                                                            | Raymond Rollett                                                           | Film TV                      |
| 1951      | Anna Bolena (Catalina de Inglaterra)                                                                    | Rafael Luis Calvo                                                         |                              |
| 1952      | "The Trial of Anne Boleyn", episodio della serie Omnibus                                                | Rex Harrison                                                              |                              |
| 1953      | La regina vergine (Young Bess)                                                                          | Charles Laughton                                                          |                              |
| 1953      | La spada e la rosa (The Sword and the Rose)                                                             | James Robertson Justice                                                   |                              |
| 1953      | "The Rose Without a Thorn", episodio della serie BBC Sunday-Night Theatre                               | Basil Sydney                                                              |                              |
| 1956      | "The White Falcon", episodio della serie BBC Sunday-Night Theatre                                       | Paul Rodgers                                                              |                              |
| 1956      | "When Knighthood Was in Flower: Part 1", episodio della serie Disneyland                                | James Robertson Justice                                                   | Scene di repertorio          |
| 1956      | "When Knighthood Was in Flower: Part 2", episodio della serie Disneyland                                | James Robertson Justice                                                   | Scene di repertorio          |
| 1957      | A Man for All Seasons                                                                                   | Noel Johnson                                                              | Film TV                      |
| 1957      | "The Prince and the Pauper", episodio della serie The DuPont Show of the Month                          | Douglas Campbell                                                          |                              |
| 1958      | Rose Without a Thorn                                                                                    | Kevin Brennan                                                             | Film TV                      |
| 1962      | "The Prince and the Pauper: The Pauper King", episodio della serie Disneyland (Disneyland)              | Paul Rodgers                                                              |                              |
| 1962      | "The Prince and the Pauper: The Merciful Law of the King", episodio della serie Disneyland              | Paul Rodgers                                                              |                              |
| 1962      | "The Prince and the Pauper: Long Live the Rightful King", episodio della serie Disneyland               | Paul Rodgers                                                              |                              |
| 1966      | Marie Tudor                                                                                             | Michel de Ré                                                              | Film TV                      |
| 1966      | "La ragazza che non ha mai avuto un compleanno - 2ª parte", episodio della serie Strega per amore       | Jack Fife                                                                 | Serie TV commedia            |
| 1966      | Un uomo per tutte le stagioni (A Man for All Seasons)                                                   | Robert Shaw                                                               |                              |
| 1967      | "Henry VIII", episodio della serie The Golden Age                                                       | Anthony Paul                                                              |                              |
| 1967      | Král a zena                                                                                             | Jan Werich                                                                | Film TV                      |
| 1968      | Heinrich VIII. und seine Frauen                                                                         | Hans Dieter Zeidler                                                       | Film TV                      |
| 1969      | "Perkin Warbeck to Bloody Mary", episodio della serie Complete and Utter History of Britain             | Terry Jones                                                               |                              |
| 1969      | Anna dei mille giorni (Anne of the Thousand Days)                                                       | Richard Burton                                                            |                              |
| 1970      | Le sei mogli di Enrico VIII                                                                             | Keith Michell                                                             | Miniserie TV                 |
| 1971      | Carry on Henry                                                                                          | Sidney James                                                              | Film commedia                |
| 1971      | "Samantha alla corte di Enrico VIII - 1ª parte", episodio della serie Vita da strega (Bewitched)        | Ronald Long                                                               | Serie TV commedia            |
| 1971      | "Samantha alla corte di Enrico VIII - 2ª parte", episodio della serie Vita da strega (Bewitched)        | Ronald Long                                                               | Serie TV commedia            |
| 1972      | O Príncipe E o Mendigo                                                                                  | Manoel da Nóbrega                                                         | Serie TV                     |
| 1972      | Tutte le donne del re (Henry VIII and His Six Wives)                                                    | Keith Michell                                                             |                              |
| 1972      | The Shadow of the Tower                                                                                 | Andrew Burleigh                                                           | Miniserie TV                 |
| 1973      | La jument du roi                                                                                        | Jean Le Poulain                                                           | Film TV                      |
| 1977      | "La segunda señora Tudor", episodio della serie Mujeres insólitas                                       | Javier Loyola                                                             |                              |
| 1977      | Il principe e il povero (Crossed Swords)                                                                | Charlton Heston                                                           |                              |
| 1977      | It Could Happen to You                                                                                  | Jonathan Adams                                                            | Film commedia                |
| 1979      | The Famous History of the Life of King Henry the Eight                                                  | John Stride                                                               | Film TV                      |
| 1981      | Il principe e il povero (Der Prinz und der Bettelknabe)                                                 | Paul Rodgers                                                              |                              |
| 1984      | Anna Bolena                                                                                             | James Morris                                                              | Film TV                      |
| 1986      | God's Outlaw                                                                                            | Keith Barron                                                              |                              |
| 1988      | Un uomo per tutte le stagioni (A Man for All Seasons)                                                   | Martin Chamberlain                                                        |                              |
| 1990      | Border Warfare                                                                                          | Billy Riddoch                                                             | Film TV                      |
| 1991      | Henry VIII                                                                                              | Philippe Rouillon                                                         | Film TV                      |
| 1993      | U.F.O.                                                                                                  | Rusty Goffe                                                               | Film commedia                |
| 1994      | Great Harry and Jane                                                                                    | N.D.                                                                      | Cortometraggio               |
| 1996      | The Prince and the Pauper                                                                               | Keith Michell                                                             | Miniserie TV                 |
| 1998      | "I'm Henry VIII I Am", episodio della serie Julia Jekyll and Harriet Hyde                               | Martyn Ellis                                                              | Serie TV commedia            |
| 1999      | The Nearly Complete and Utter History of Everything                                                     | Brian Blessed                                                             | Film TV                      |
| 2000      | Il principe e il povero (The Prince and the Pauper)                                                     | Alan Bates                                                                |                              |
| 2000      | Monarch                                                                                                 | T.P. McKenna                                                              |                              |
| 2000      | "Double Trouble", episodio della serie Chuck Finn                                                       | Gary George                                                               | Serie TV fantasy             |
| 2001      | "L'anello reale", episodio della serie Relic Hunter                                                     | Michael Hofland                                                           | Serie TV d'avventura         |
| 2001      | The Six Wives of Henry VIII                                                                             | Daniel Northover (giovane) Chris Larkin (adulto) Andy Rashleigh (anziano) |                              |
| 2003      | The Other Boleyn Girl                                                                                   | Jared Harris                                                              | Film TV                      |
| 2003      | Henry VIII                                                                                              | Ray Winstone Sid Mitchell (giovane)                                       | Film TV                      |
| 2006      | The Madness of Henry VIII                                                                               | Dan Astileanu Gabi Rauta (giovane)                                        | Film TV                      |
| 2006      | "Heinrich VIII. - Mörder auf dem Königsthron", episodio della serie Sphinx - Geheimnisse der Geschichte | N.D.                                                                      | Serie TV documentaristica    |
| 2007      | "Henry VIII and his 7th Chuckle", episodio della serie ChuckleVision                                    | Greg Davies                                                               | Serie TV commedia            |
| 2007–2010 | I Tudors (The Tudors)                                                                                   | Jonathan Rhys Meyers                                                      | Serie TV                     |
| 2008      | L'altra donna del re (The Other Boleyn Girl)                                                            | Eric Bana Joseph Moore (giovane) Oscar Negus (bambino)                    |                              |
| 2008      | Tudor Rose                                                                                              | Ethan Eagar                                                               | Cortometraggio               |
| 2008      | The Twisted Tale of Bloody Mary                                                                         | Jason Sharp                                                               |                              |
| 2009      | Henry VIII: Mind of a Tyrant                                                                            | Adam James / Laurence Spellman                                            | Serie TV                     |
| 2010      | The Third Testament                                                                                     | Justin Kamm                                                               |                              |
| 2010      | Love Across Time                                                                                        | Ron Schneider                                                             | Cortometraggio commedia      |
| 2011      | Anna Bolena                                                                                             | Ildebrando D'Arcangelo                                                    | Film TV                      |
| 2011      | Episodio 3x2 della serie Horrible Histories                                                             | Ben Willbond                                                              |                              |
| 2011      | "Donizetti: Anna Bolena", episodio della serie The Metropolitan Opera HD Live                           | Ildar Abdrazakov                                                          |                              |
| 2013      | The Six Wives of Henry VIII                                                                             | Mike Farley                                                               | Cortometraggio               |
| 2014      | Wolf Hall                                                                                               | Damian Lewis                                                              | Miniserie TV                 |
| 2014      | Henry and Anne: The Lovers Who Changed History                                                          | Jack Hawkins                                                              | Miniserie TV                 |
| 2023      | L'ultima regina - Firebrand                                                                             | Jude Law                                                                  |                              |